# Castle Hill (Californie)
Pour les articles homonymes, voir Castle Hill.
Castle Hill est une census-designated place du comté de Contra Costa, dans l'État de Californie, aux États-Unis,. En 2020, elle compte une population de 1 271 habitants.